# Okinawa (Okinawa)
Okinawa (沖縄市 Okinawa-shi?) es la segunda ciudad más grande de la prefectura japonesa de Okinawa, después de Naha. Se ubica en la parte central de la isla de Okinawa a 20 km al norte de la capital Naha. 
Para diciembre de 2012, la ciudad tiene un estimado de población 141,570 y una densidad de población de 2625.12 personas por km². Su área es de 4900 km².

## Historia
Bajo el Reino de Ryūkyū, el área actual de la ciudad de Okinawa, fue ocupada por dos magiri, este es un tipo de distrito administrativo. El magiri Goeku ocupó el sur de la ciudad y el norte estuvo ocupado por el magiri Misato.
En 1908, la Prefectura de Okinawa da fin el sistema magiri y estableció las aldeas de Goeku y Misato. Ambos pueblos eran agrícolas y carecían de áreas urbanizadas antes de la Segunda Guerra Mundial.
Después de la Batalla de Okinawa, los Estados Unidos estableció el primer campamento de refugiados en Okinawa en el sur donde hoy en día está la Base aérea de Kadena. La población de las antiguas aldeas crecieron rápidamente. Una área de Goeku, llamada Goya (ごや) que fue mal pronunciada por los Americanos como Koza (コザ). Durante la ocupación de Okinawa, el gobierno militar de los EE. UU. estableció la ciudad de Koza (コザ市 Koza-shi) en Goeku. Koza fue la primera ciudad en usar el Silabario Katakana para su nombre. Misato se fundió con una comunidad vecina, y en 1946, otra vez se separó, al igual que Goeku. Ambos municipios, que anteriormente eran en gran parte agrícolas, se vieron fuertemente urbanizados como resultado de la construcción de campamentos de refugiados y el establecimiento de bases militares a gran escala. El área se convirtió en una "ciudad base" que abastecía al personal militar de Estados Unidos. El 13 de junio de 1956, Goeku cambió su nombre a la aldea de Koza; el 1 de julio del mismo año se convirtió en una ciudad.
La ciudad de Okinawa fue el sitio del motín de Koza en la noche del 20 de diciembre de 1970. Aproximadamente 5.000 okinawenses entraron en contacto violento con aproximadamente 700 policías estadounidenses. Aproximadamente 60 estadounidenses resultaron heridos y 75 vehículos fueron quemados. Además, varios edificios en la Base Aérea de Kadena fueron destruidos o muy dañados. El motín de Koza fue considerado un símbolo de la ira de Okinawa después de 25 años de ocupación militar estadounidense. El alboroto fue inesperado, y tensó las negociaciones en curso sobre el final de la administración de Okinawa por los Estados Unidos.
La ciudad de Okinawa fue fundada el 1 de abril de 1974 con la fusión de Koza y Misato.

## Geografía
El centro comercial de la ciudad se encuentra a lo largo de la ruta 330. Se extiende desde Goya Crossing hasta Koza Crossing. El distrito que se extiende desde Goya hasta la puerta de la Base Aérea de Kadena y la avenida Chūō Park, tiene muchos visitantes de las Fuerzas Armadas de los Estados Unidos, y muchas tiendas tienen señalización en japonés e Inglés. Sin embargo, el desarrollo de grandes centros comerciales en comunidades cercanas ha dado lugar a cierta disminución en estas áreas.

### Municipios vecinos
Los municipios vecinos consisten en:
- Uruma
- Kadena
- Chatan
- Onna
- Kitanakagusuku
- Yomitan.

## Educación
La ciudad opera con 15 escuelas primarias y ocho escuelas intermedias. También hay una escuela primaria privada. Las cinco escuelas secundarias son operadas por la Prefectura de Okinawa.

## Cultura

### Gastronomía
Principalmente, la gastronomía de Okinawa está presente la carne de cerdo y pescado, algas marinas y verduras como la batata, el melón amargo.
Entre sus comidas están;
- Sopa de miso; por lo general, está integrada por agua, pasta de miso, tofu, batata, algas y vegetales.[7]

## Transporte

### Carreteras
La autopista de Okinawa tiene dos intercambios en la ciudad. Ellos son Okinawa Norte Número 5 y Okinawa Sur Número 4. Las carreteras nacionales que pasan por la ciudad son las Rutas 329 y 330.

### Líneas de autobuses
Los buses de Ryūkyū, Okinawa y Tōyō operan sobre unas 26 rutas en Okinawa.

## Bases militares de los Estados Unidos
Estados Unidos tiene seis instalaciones localizadas al menos parcialmente en la ciudad de Okinawa. Se trata de la Base Aérea de Kadena, Área de Almacenamiento de Municiones de Kadena, que se encuentran en los límites con la ciudad de Kadena y la aldea de Onna, Campo Shields, Campo Foster , Estación de Comunicaciones Awase, y un depósito de petróleo.
Las Fuerza Terrestre de Autodefensa de Japón operan un centro de entrenamiento antiaéreo.

## Ciudad hermana
- Dili, Timor Oriental
- Lakewood (Washington), Estados Unidos